# Tycherus septentrionalis
Tycherus septentrionalis là một loài tò vò trong họ Ichneumonidae.